# Championnat du Burundi de football 2017-2018
Navigation
Saison précédente Saison suivante
La saison 2017-2018 du Championnat du Burundi de football est la cinquante-cinquième édition de la Ligue A, le championnat de première division au Burundi. Les seize meilleures équipes du pays sont regroupées au sein d’une poule unique où ils s’affrontent deux fois au cours de la saison, à domicile et à l’extérieur. En fin de saison, les trois derniers du classement sont relégués et remplacés par les trois meilleurs clubs de deuxième division.
C'est Le Messager FC Ngozi qui est sacré cette saison après avoir terminé en tête du classement final, avec un seul point d’avance sur le tenant du titre, LLB Académic. Il s’agit du tout premier titre de champion du Burundi de l’histoire du club.

## Qualifications continentales
Le champion du Burundi se qualifie pour la Ligue des champions de la CAF 2018-2019 tandis que le vainqueur de la coupe nationale (ou le vice-champion si la Coupe n'est pas organisée) obtient son billet pour la Coupe de la confédération 2018-2019.

## Les clubs participants
- Vital’O FC
- InterStar
- Atlético Olympic
- LLB Académic
- Olympic Muremera
- Le Messager FC Ngozi
- Bujumbura City FC
- Aigle Noir FC de Makamba
- Le Messager FC de Bujumbura
- Jeunes Athletiques Bujumbura - Promu de D2
- Flambeau du Centre - Promu de D2
- Olympique Star
- Les Lierres FC
- Delta Star - Promu de D2
- Flambeau de l’Est
- Musongati FC

## Compétition
Le barème utilisé pour établir le classement est le suivant :
- Victoire : 3 points
- Match nul : 1 point
- Défaite : 0 point

### Classement
| Rang | Équipe                        | Pts | J  | G  | N  | P  | Bp | Bc | Diff |
| ---- | ----------------------------- | --- | -- | -- | -- | -- | -- | -- | ---- |
| 1    | Le Messager FC Ngozi          | 70  | 30 | 22 | 4  | 4  | 52 | 24 | +28  |
| 2    | LLB AcadémicT                 | 69  | 30 | 21 | 6  | 3  | 57 | 22 | +35  |
| 3    | Aigle Noir FC de Makamba      | 59  | 30 | 16 | 11 | 3  | 66 | 32 | +34  |
| 4    | Vital’O FCC                   | 59  | 30 | 16 | 11 | 3  | 34 | 9  | +25  |
| 5    | Olympique Star                | 58  | 30 | 17 | 7  | 6  | 55 | 26 | +29  |
| 6    | Bujumbura City FC             | 44  | 30 | 13 | 5  | 12 | 32 | 30 | +2   |
| 7    | Musongati FC                  | 41  | 30 | 10 | 11 | 9  | 38 | 30 | +8   |
| 8    | Les Lierres FC                | 40  | 30 | 12 | 4  | 14 | 38 | 35 | +3   |
| 9    | Flambeau du CentreP           | 39  | 30 | 11 | 6  | 13 | 43 | 45 | -2   |
| 10   | Flambeau de l'Est             | 37  | 30 | 10 | 7  | 13 | 30 | 32 | -2   |
| 11   | Atlético Olympic              | 32  | 30 | 9  | 5  | 16 | 33 | 44 | -11  |
| 12   | Ngozi City FC                 | 30  | 30 | 7  | 9  | 14 | 24 | 35 | -11  |
| 13   | Le Messager FC de Bujumbura   | 30  | 30 | 7  | 9  | 14 | 32 | 48 | -16  |
| 14   | InterStar                     | 26  | 30 | 7  | 5  | 18 | 22 | 41 | -19  |
| 15   | Jeunes Athletiques BujumburaP | 20  | 30 | 4  | 8  | 18 | 22 | 63 | -41  |
| 16   | Delta StarP                   | 9   | 30 | 1  | 6  | 23 | 13 | 75 | -62  |

|  | Qualification pour la Ligue des champions de la CAF 2018-2019            |
|  | Qualification pour la Coupe de la confédération 2018-2019                |
|  | Relégation directe en deuxième division                                  |
|  | T : Tenant du titre C : Vainqueur de la Coupe du Burundi P : Promu de D2 |

## Bilan de la saison
| Championnat du Burundi de football 2017-2018 |                                  |
| Champion                                     | Le Messager FC Ngozi (1er titre) |
| Coupes et trophées                           |                                  |
| Vainqueur de la Coupe du Burundi 2017-2018   | Vital’O FC                       |
| Qualifications continentales                 |                                  |
| Ligue des champions de la CAF 2019           | Le Messager FC Ngozi             |
| Coupe de la confédération 2018-2019          | Vital’O FC                       |
| Promotions et relégations                    |                                  |
| Promus en Ligue A                            | Rukinzo FC                       |
| Promus en Ligue A                            | Kayanza United                   |
| Promus en Ligue A                            | Bumamuru Standard                |
| Relégués en Ligue B                          | Jeunes Athletiques Bujumbura     |
| Relégués en Ligue B                          | InterStar                        |
| Relégués en Ligue B                          | Delta Star                       |